# 北米ボクシング機構
北米ボクシング機構 (North American Boxing Organization) は、世界ボクシング機構 (WBO) 傘下の北米地区の地域王座認定団体。略称はNABO。本部はアメリカ合衆国のカリフォルニア州トーランス。

## 概要
WBO傘下の北米地域のローカル・タイトルとして設立され、1991年から王座を認定している。WBO傘下のタイトルであることを認識させる目的のため、正式にはWBO NABOと表記する。
このタイトルを獲得すると、ほぼ間違いなくWBOの世界ランク入り（15位以内）となるため、近年では人気のタイトルとなりつつある。しかし、北米で層の薄い軽量級ではあまりタイトルマッチは行われていない。

## その他の北米タイトル
- 北米ボクシング連盟（NABF） WBC傘下の北米王座
- 北米ボクシング協会（NABA） WBA傘下の北米王座